# Сорочий Лог
Соро́чий Лог — село в Первомайском районе Алтайского края. Административный центр Сорочелоговского сельсовета Первомайского района Алтайского края России.

## География
Село Сорочий Лог находится на правом берегу реки Большая Черемшанка, притока Оби. Рядом с селом Сорочий Лог находится большое одноименное водохранилище.
Уличная сеть:
В селе 10 улиц: Матяш, Заречная, Молодежная, Полевая, Пролетарская, Пушкина, Садовая, Центральная, Черемшанка, Школьная, Майский переулок и проезд Садовый.
Расстояние до:
- районного центра Новоалтайск 23 км.
- краевого центра Барнаул 35 км.

Ближайшие населенные пункты:
Бешенцево 6 км, Логовское 9 км, Степной 10 км, Новый Мир 11 км, Волга 11 км, Новокопылово 15 км, Новоповалиха 17 км, Первомайское 18 км, Зудилово 19 км, Новочесноковка 20 км, Бажево 20 км, Таловка 20 км, Белоярск 20 км.

## История
Согласно документам из Государственного архива Алтайского края, деревня Сорочий Лог упоминается в 1787 году. В деревню Сорочий Лог переселились 17 крестьян из деревни Клюево. В это же время или немного позднее, в деревню пришли 8 крестьян из деревни Ново-Копылово, из села Кармацкое — трое мужчин.
К 1795 году в деревне проживали уже 38 мужчин, что было отражено в пятой ревизии Алтайской горной администрации. Перечислены имена первопоселенцев из деревни Клюево: Шибких Филипп Данилович, Иван Данилович, Алексей Яковлевич, Иван Яковлевич, Никита Семенович. Эти крестьяне стали основателями деревни Сорочий Лог.
Позднее появились из отдаленных мест новые переселенцы. В 1818 году в Сорочий Лог переехали крестьяне из Бердской волости Томской губернии (деревня Бородавино): Егор Иванович Веснин и в 1820 году его брат Тимофей Иванович. С 1861 года из центральной части России стали приезжать новые жители. Первые переселенцы занимались земледелием и скотоводством. В XVIII-XIX веках они были приписаны к заводам Колывани.
В 1909 году на пожертвования крестьянской общины была выстроена Покровская церковь (Барнаульская епархия). Школа в селе появилась до 1909 года. В 1907 году Сорочий Лог стал довольно крупным и богатым селом, всего лишь на пятьдесят домов меньше волостного села Белоярск.
Происхождение названия села
По одной из версий, когда первопроходцы осматривали местность, первое, что они увидели ― обширные поля, пригодные для пашни, за ними овраги, на склонах которых на деревьях было большое скопление сорок и грачей. Поразившие их сорочьи и грачиные крики стали источником названия села: Сорочий Лог. Другая версия говорит о маршруте крестьян, ехавших из деревни Клюево на пашни в сторону «сорочьего лога», который существует и сегодня под названием Сорочий Яр.
Существовало и второе, народное название деревни – Пеканское (возможно, по ранее существовавшему одноименному озеру).

## Инфраструктура
В административном центре проживает около 1200 человек. В селе имеется школа, детский сад, торговые и обслуживающие предприятия, фермерские хозяйства, медицинские учреждения, центры досуга и отдыха.
Крупное сельскохозяйственное предприятие ООО «Алтайский картофель» с 2003 года поставляет в торговые сети края картофель, сахарную свеклу и лук, работает с региональными и федеральными торговыми сетями, направляет большие объёмы поставок в больницы и воинские части. Предприятие расширяет сферу деятельности, оказывает услуги в сфере охоты, модернизирует овощехранилища, улучшает посевной фонд, приобретает современную технику и оборудование.  

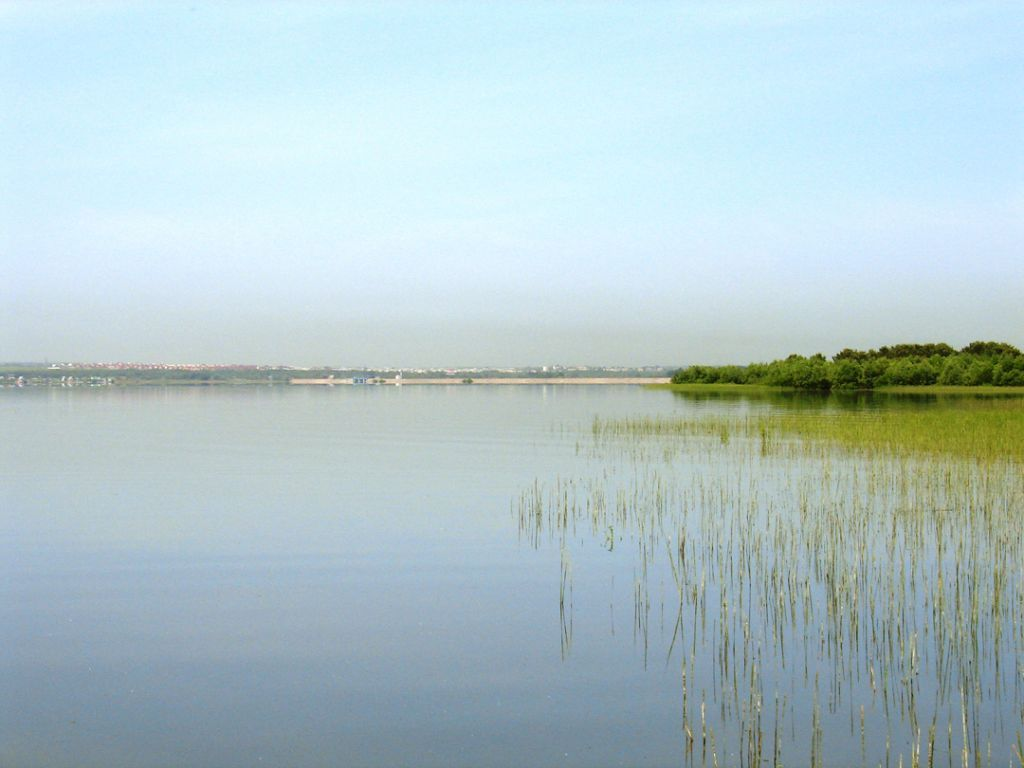
Сорочинское водохранилище.

## Туризм
Водохранилище излюбленное место отдыха и рыбалки для жителей села и приезжающих путешественников. Рыба: карась, лещ, окунь, плотва, судак, щука.
Село знаменито тем, что в нем находится Иоанно-Предтеченский скит Барнаульского женского Знаменского монастыря и святой источник в 750 м. от северо-западной окраины села Сорочий Лог.
В 2002 году источнику «Родник Святой ключ» присвоен статус Памятника природы краевого значения на территории Первомайского района вблизи села Сорочий Лог (объявлен памятником природы постановлением администрации Алтайского края № 330 от 27.07.2010). Местность имеет водоохранное (является регулятором уровня грунтовых вод и гидрологического режима территории), научное (представляет интерес с точки зрения гидрологии), рекреационное (служит местом отдыха) и культовое (священное) значение. Площадь памятника природы составляет 0,785 га, основная цель: сохранение родника в естественном состоянии. Источник привлекает паломников живительной водой, к нему съезжаются почитатели и верующие со всей России. 

## Население
| 1997  | 1998  | 1999  | 2000  | 2001  | 2002  |
| ----- | ----- | ----- | ----- | ----- | ----- |
| 1214  | ↗1234 | ↘1228 | ↗1236 | ↗1265 | ↗1281 |
| 2003  | 2004  | 2005  | 2006  | 2007  | 2008  |
| ↘1240 | ↘1236 | ↘1234 | ↗1238 | ↗1254 | ↗1256 |
| 2009  | 2010  | 2011  | 2012  | 2013  |       |
| ↗1282 | ↘1240 | ↗1248 | ↘1210 | ↘1195 |       |